# Soddisfazione
In psicologia il termine soddisfazione è sinonimo di gratificazione ed è contrario del termine frustrazione. Viene solitamente utilizzato sia per designare un'esperienza soggettiva di piacere, costituita per lo più dall'emozione che accompagna il raggiungimento di una meta, sia per indicare quel particolare accadimento metapsicologico costituito dalla scarica dell'energia pulsionale, che secondo il filosofo austriaco Sigmund Freud sarebbe il vero motore di tutta la vita psichica.

## Descrizione
Pervaso dall'eccitazione di origine pulsionale, l'apparato psichico tenderebbe a ripristinare a tutti i costi lo stato di quiete attraverso la soddisfazione della pulsione, che avverrebbe secondo il cosiddetto principio di piacere, che tende alla scarica energetica prescindendo dai dati della realtà, oppure con quello che viene chiamato principio di realtà che dilaziona la scarica energetica ai momenti favorevoli in cui la realtà consente e favorisce l'incontro del soggetto con la meta della pulsione stessa.
Anche il godimento estetico dell'arte, per Freud, è costituito dalla soddisfazione sostitutiva delle più antiche rinunce imposte dalla civiltà. Per Melanie Klein, invece, la soddisfazione è, all'interno della relazione oggettuale, quella realizzazione propria della posizione depressiva che è costituita sia dal raggiungimento dell'oggetto (d'amore) intero, sia dai comportamenti diretti verso l'oggetto d'amore reale, comportamenti che consistono soprattutto in un interesse ed in una preoccupazione nei confronti dell'altro.
Per Harry Stack Sullivan una spinta, ai fini dello sviluppo della personalità, ancora più potente della tensione verso la soddisfazione biologico-pulsionale, è data dalla tensione verso la soddisfazione del bisogno di integrazione sociale, che passa attraverso la soddisfazione del bisogno.